# Dangdi
Dangdi (kinesiska: 凼底, 凼底乡) är en socken i Kina. Den ligger i provinsen Hunan, i den södra delen av landet, omkring 270 kilometer sydväst om provinshuvudstaden Changsha. Antalet invånare är 17314. Befolkningen består av 8 387 kvinnor och 8 927 män. Barn under 15 år utgör 18,0 %, vuxna 15-64 år 71 %, och äldre över 65 år 10,0 %.
Genomsnittlig årsnederbörd är 1 811 millimeter. Den regnigaste månaden är maj, med i genomsnitt 262 mm nederbörd, och den torraste är oktober, med 26 mm nederbörd.